# Перистаси
Перистаси (грч. Περίσταση) је насељено место у општини Катерини у периферији Средишња Македонија, Грчка. Према попису из 2021. године било је 2.367 становника.
Насеље је подигнуто после 1923. године насељавањем грчких избегличких породица, којих је на попису из 1928. године било 612..